# Niederbettingen
Niederbettingen ist ein Stadtteil (Ortsbezirk) von Hillesheim im Landkreis Vulkaneifel in Rheinland-Pfalz.

## Geographie
Der Ort liegt in der Eifel im mittleren Kylltal auf der rechten Uferterrasse des Flusses.
Die Nachbarorte von Niederbettingen sind im Nordosten der zweite Ortsbezirk Hillesheim-Bolsdorf, im Südosten der Ortsteil Dohm von Dohm-Lammersdorf, sowie im Nordwesten Oberbettingen.
Zum Ortsbezirk Niederbettingen gehört auch der Wohnplatz Bergfelder-Hof.

## Geschichte
Niederbettingen wurde erstmals 844 als villa bettinga urkundlich erwähnt. Das Dorf gehörte in der Feudalzeit dem Grafen von Manderscheid.
Das Linke Rheinufer wurde 1794 im ersten Koalitionskrieg von französischen Revolutionstruppen besetzt. Von 1798 bis 1814 gehörte Niederbettingen zum Saardepartement, Kanton Gerolstein, Mairie Hillesheim.
Auf dem Wiener Kongress (1815) kam die Region an das Königreich Preußen, Niederbettingen wurde 1816 dem neu errichteten Kreis Daun im Regierungsbezirk Trier zugeordnet und von der Bürgermeisterei Hillesheim verwaltet.
Nach dem Ersten Weltkrieg gehörte das Gebiet zum französischen Teil der Alliierten Rheinlandbesetzung. Nach dem Zweiten Weltkrieg wurde Niederbettingen innerhalb der französischen Besatzungszone Teil des damals neu gebildeten Landes Rheinland-Pfalz.
Am 17. März 1974 wurde die bis dahin selbstständige Ortsgemeinde Niederbettingen mit zu diesem Zeitpunkt 225 Einwohnern nach Hillesheim eingemeindet.

## Politik

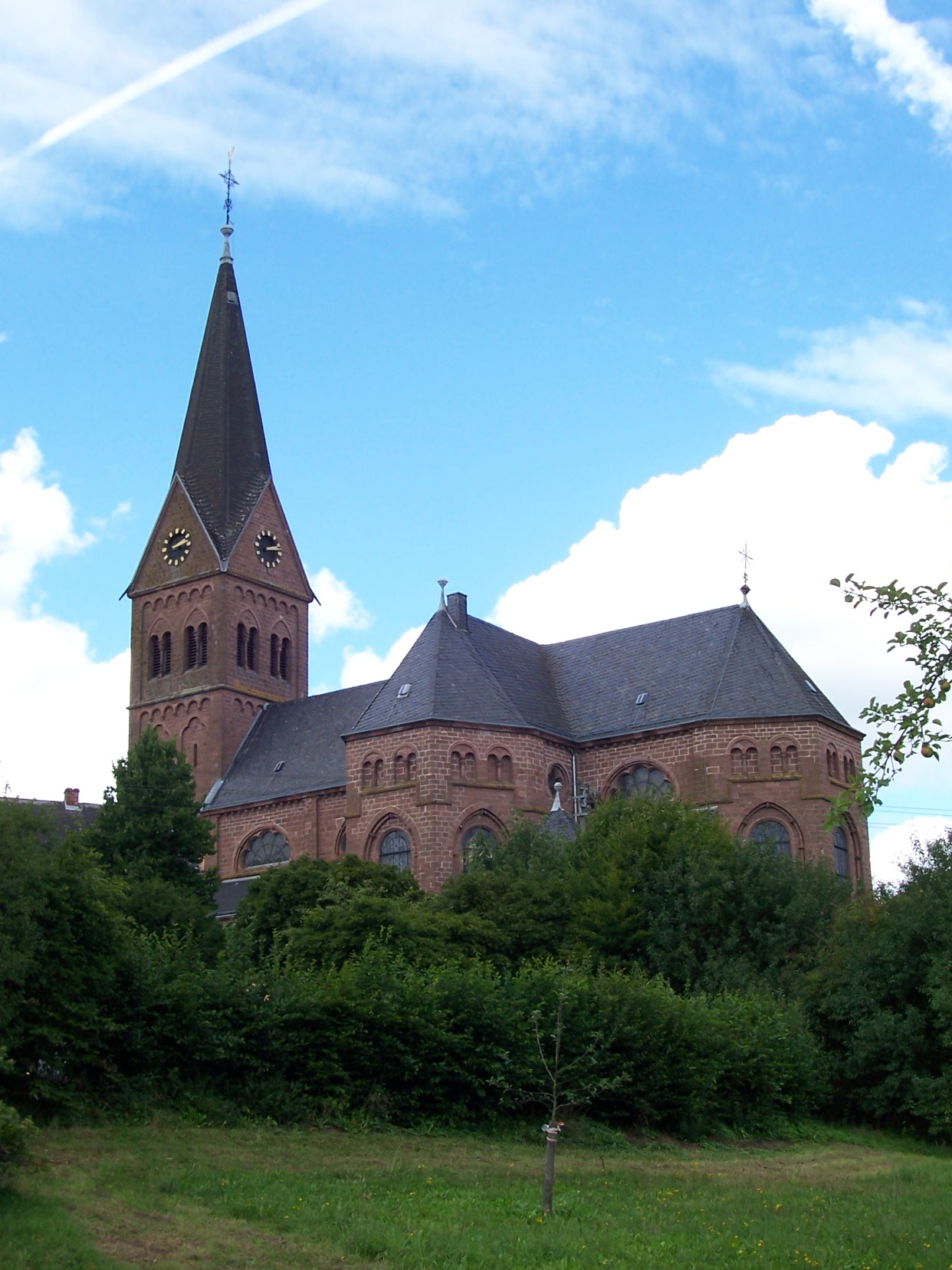
Pfarrkirche Herz Jesu

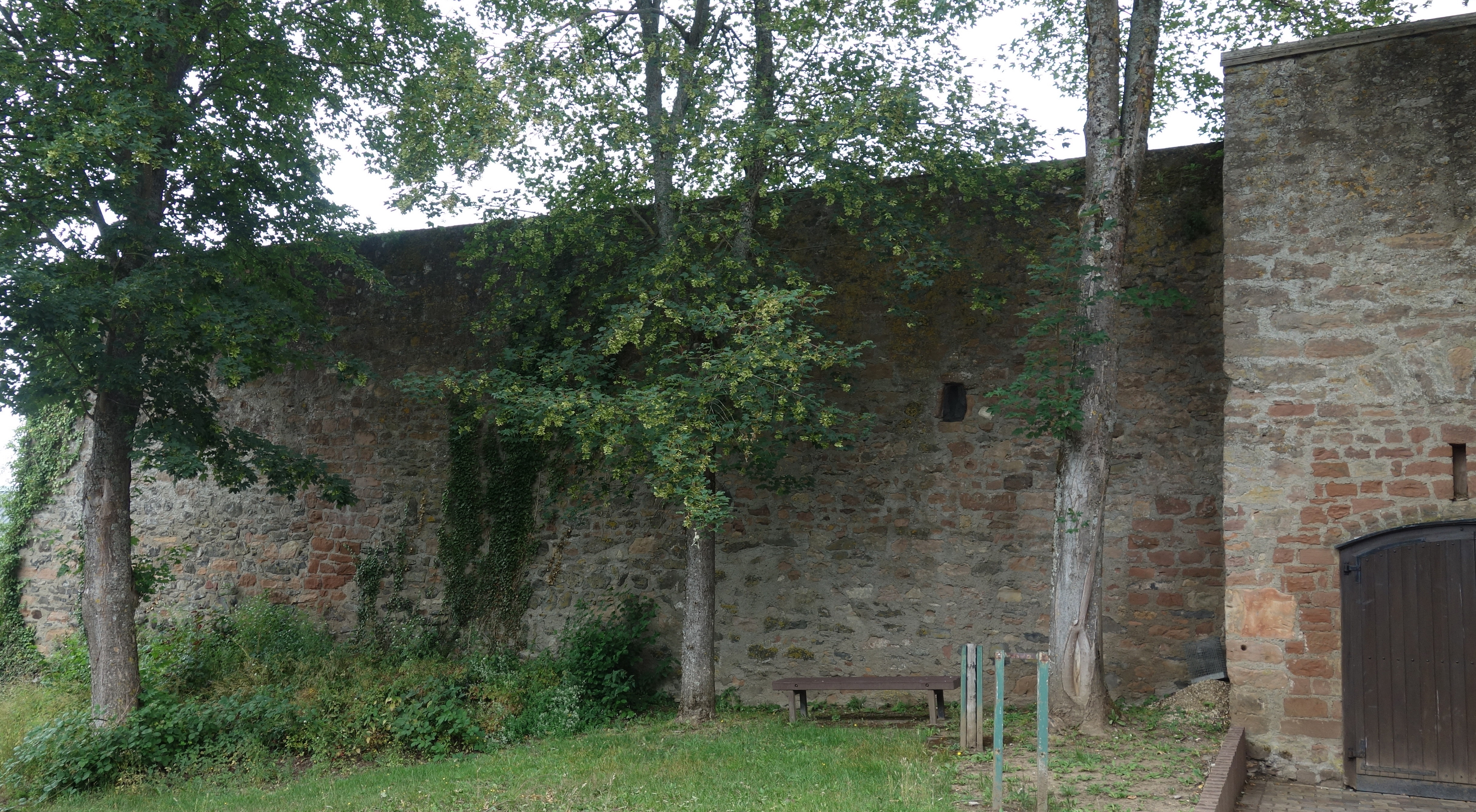
Mauerreste der hochmittelalterlichen ehemaligen Wasserburg

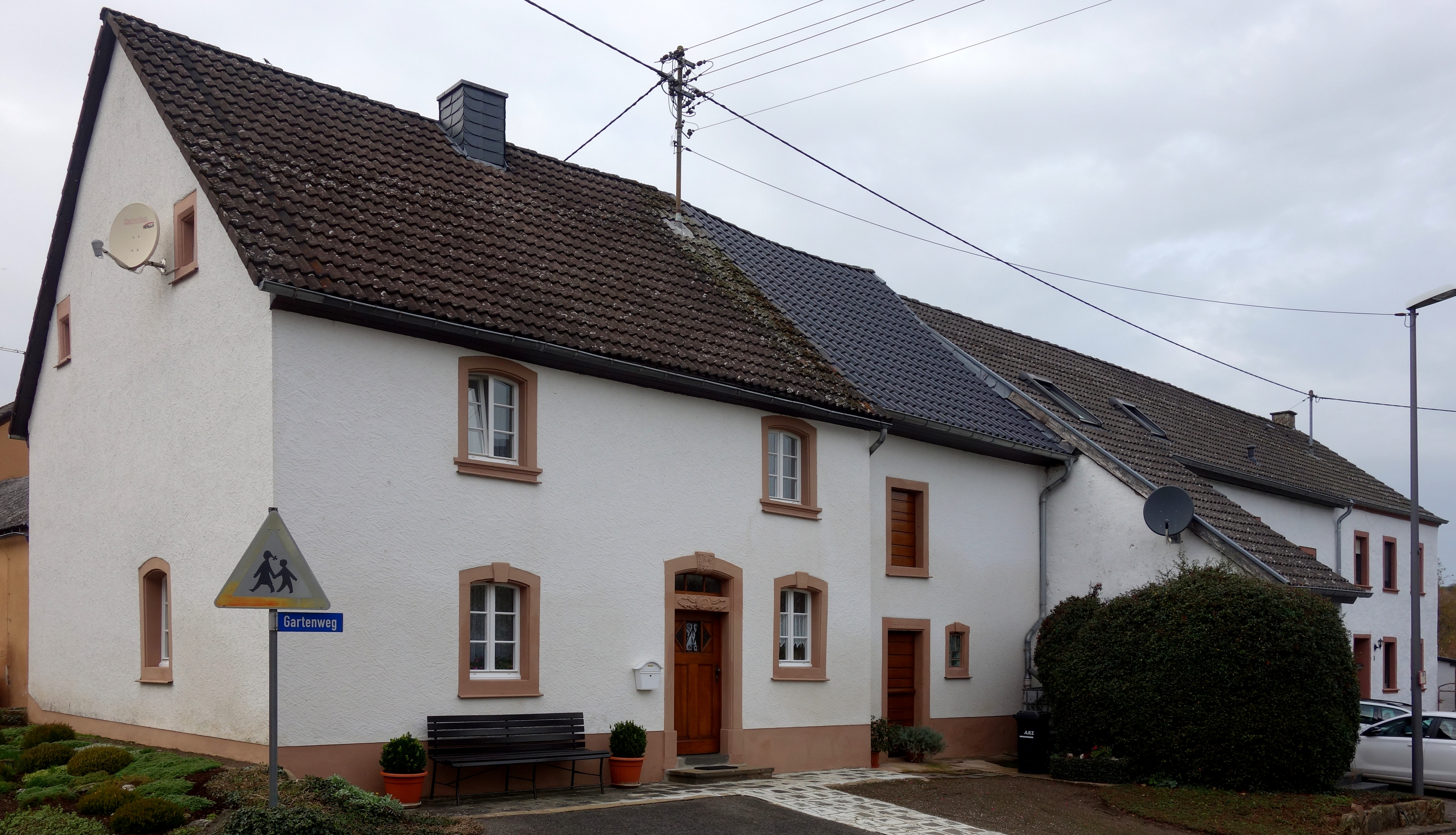
Barockes Wohnhaus

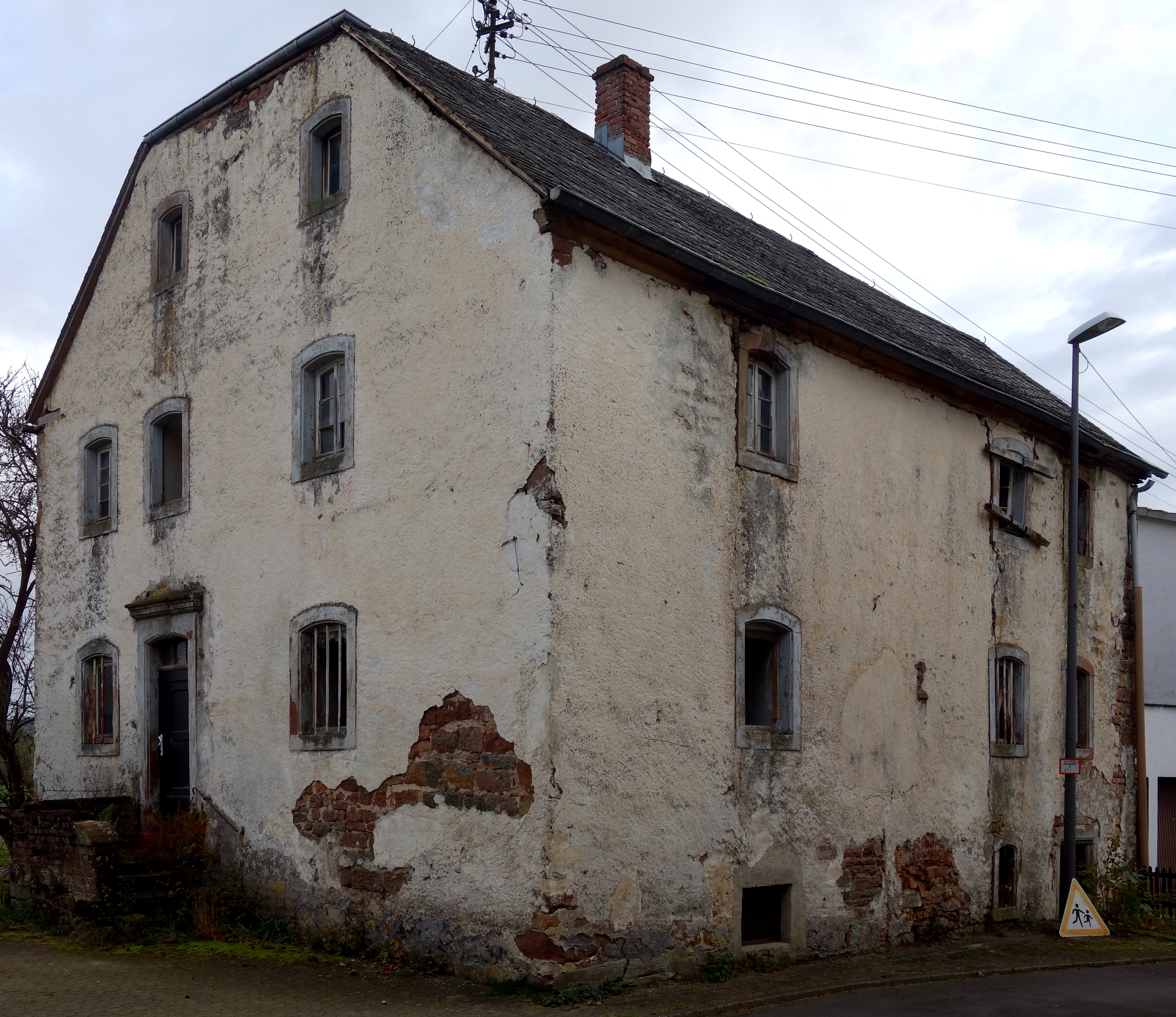
Vermutliche ehemalige Mühle mit Krüppelwalmdach

Wegekreuze
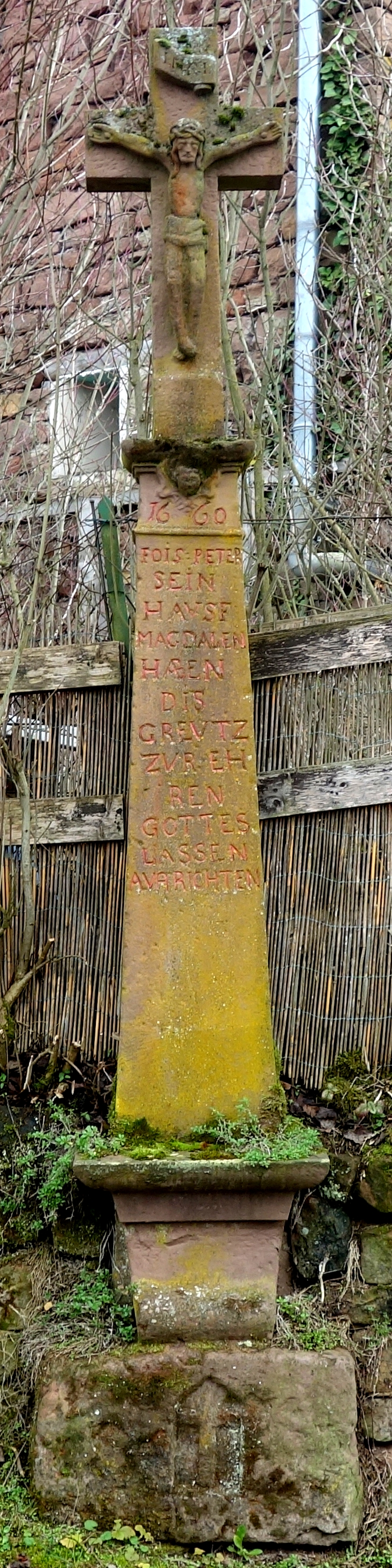
1660
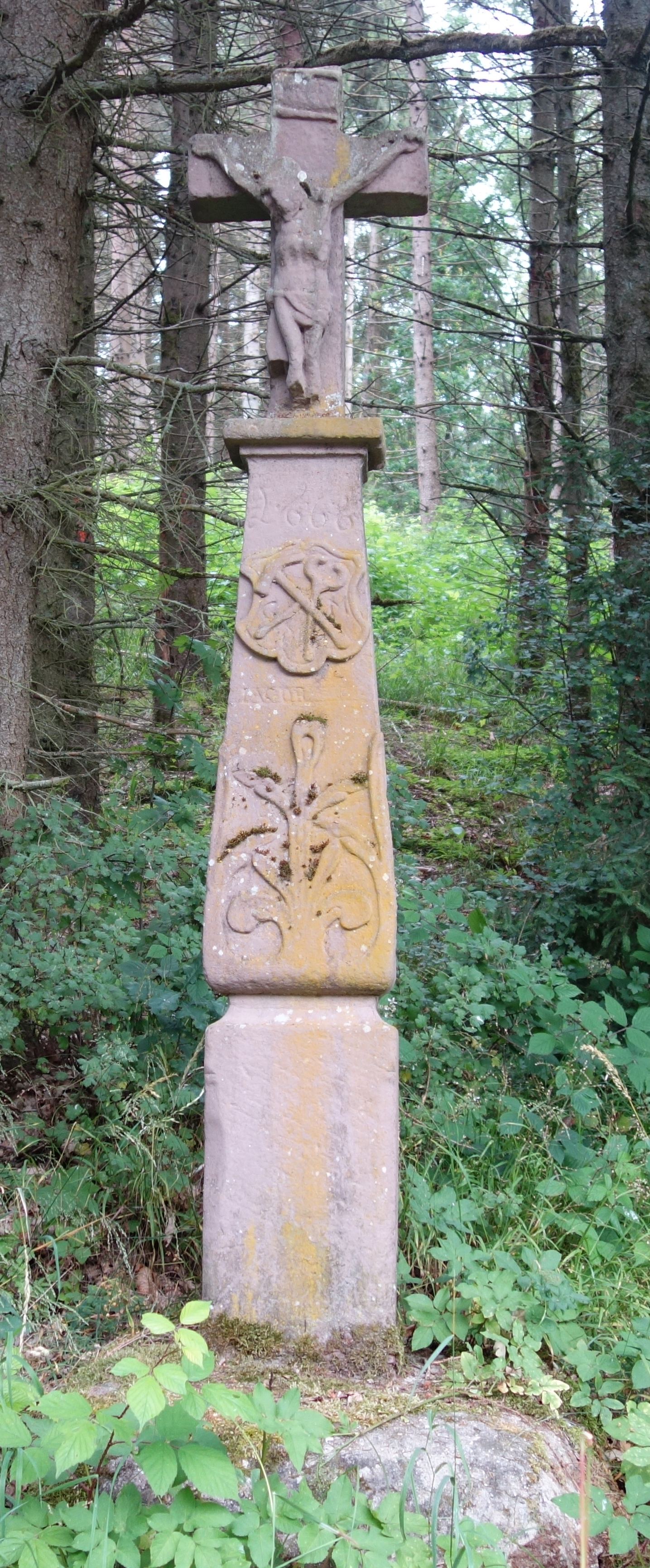
1666

Der Stadtteil Niederbettingen ist gemäß Hauptsatzung einer von zwei Ortsbezirken der Stadt Hillesheim. Der Ortsbezirk wird politisch von einem Ortsbeirat und einem Ortsvorsteher vertreten.
Der Ortsbeirat besteht aus drei Mitgliedern, die bei der Kommunalwahl am 9. Juni 2024 in einer Mehrheitswahl gewählt wurden, und der ehrenamtlichen Ortsvorsteherin als Vorsitzender.
Martina Mohr wurde am 7. Dezember 2022 Ortsvorsteherin von Niederbettingen, nachdem sie als bisherige stellvertretende Ortsvorsteherin die Amtsgeschäfte bereits seit Juni 2022 übernommen hatte. Bei der Direktwahl am 9. Oktober 2022 war sie mit einem Stimmenanteil von 86,7 % gewählt worden. Bei der Direktwahl am 9. Juni 2024 wurde sie als einzige Bewerberin mit 74,59 % für weitere fünf Jahre in ihrem Amt bestätigt.
Mohrs Vorgänger Rainer Linden hatte das Amt am 7. August 2019 übernommen. Bei der Direktwahl am 26. Mai 2019 war er mit einem Stimmenanteil von 86,26 % für fünf Jahre gewählt worden. Linden legte das Amt jedoch am 6. Juni 2022 vorzeitig nieder. Lindens Vorgänger als Ortsvorsteher war René Blum.

## Kultur und Sehenswürdigkeiten
In der Denkmalliste des Landes Rheinland-Pfalz sind folgende Kulturdenkmäler genannt:
- Katholische Pfarrkirche Herz-Jesu, neuspätromanische Basilika (1897), ein „Eifeldom“, sowie der Kirchhof, Mühlenweg 2
- Umfassungsmauerreste der hochmittelalterlichen ehemaligen Wasserburg
- Fachwerkscheune, teilweise Bruchstein, wohl aus dem 18. Jahrhundert, Burgring 7
- Hofanlage, barockes Wohnhaus, entstanden um 1780/90, Gartenweg 1
- Ehemalige Mühle (?), Krüppelwalmdachbau, entstanden um 1800, Mühlenweg 4
- Wegekreuze aus dem 17. und 18. Jahrhundert im Ort (zwei) und der Gemarkung (drei)

## Wirtschaft und Infrastruktur
Niederbettingen liegt an der Kreisstraße 47, die in nordwestlicher Richtung nach Oberbettingen führt und im Südosten in die Landesstraße 29 mündet, die  Gerolstein-Bewingen und Dohm-Lammersdorf verbindet.
Zwischen dem Ort und der Kyll verläuft die Eisenbahnstrecke Köln – Trier, der nächste Bahnhof liegt rund 1,5 km entfernt in Oberbettingen.

## Persönlichkeiten
- Johann Adam Rüppel (1864–1930), Baumeister und Architekt, erbaute die Herz-Jesu-Kirche
- Matthias Weber (1928–2006), Hochschullehrer und Heimatforscher, lebte in Niederbettingen